# Kingston (Tennessee)
Pour les articles homonymes, voir Kingston.
Kingston est une ville, siège du comté de Roane, dans l'État du Tennessee aux États-Unis. 

## Histoire
En 1807, Kingston fut capitale du Tennessee pour un jour pour satisfaire à un traité avec les Cherokee.

## Lien externe

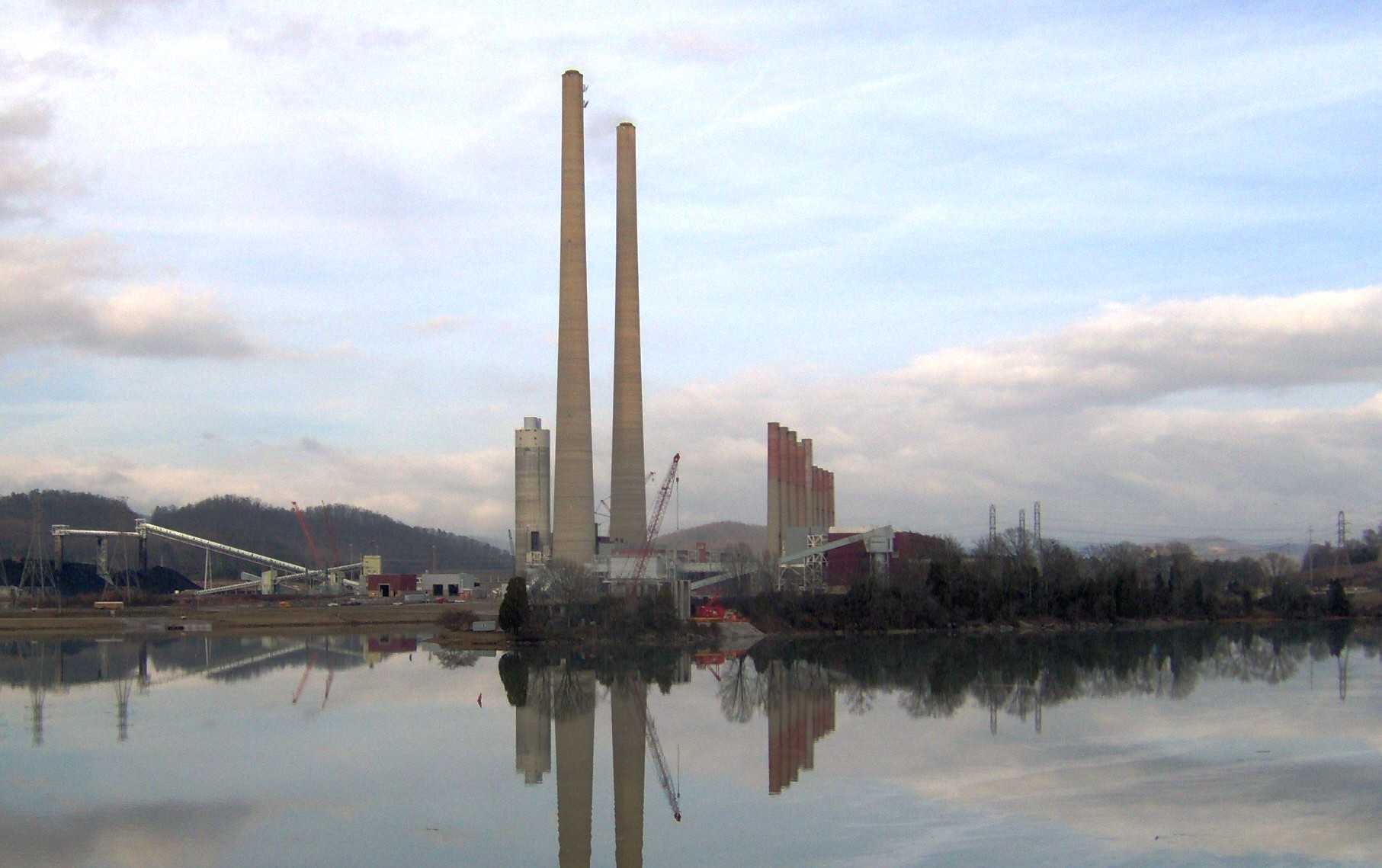
La centrale électrique de Kingston.